# Baume-les-Messieurs
Baume-les-Messieurs is een gemeente in het Franse departement Jura (regio Bourgogne-Franche-Comté). De plaats maakt deel uit van het arrondissement Lons-le-Saunier. De gemeente telde 159 inwoners op 1 januari 2022. Baume-les-Messieurs is lid van Les Plus Beaux Villages de France.
De gemeente groeide rond een abdij die ontstond in de 6e eeuw. Vanuit deze abdij werd de beroemde abdij van Cluny gesticht door abt Berno. De voormalige abdij werd verkocht na de Franse Revolutie.

## Geografie
De oppervlakte van Baume-les-Messieurs bedroeg op 1 januari 2022 13,09 vierkante kilometer; de bevolkingsdichtheid was toen 12,1 inwoners per km². De gemeente ligt aan de rivier la Seille in een dal (reculée) dat werd uitgesleten tijdens de ijstijden.

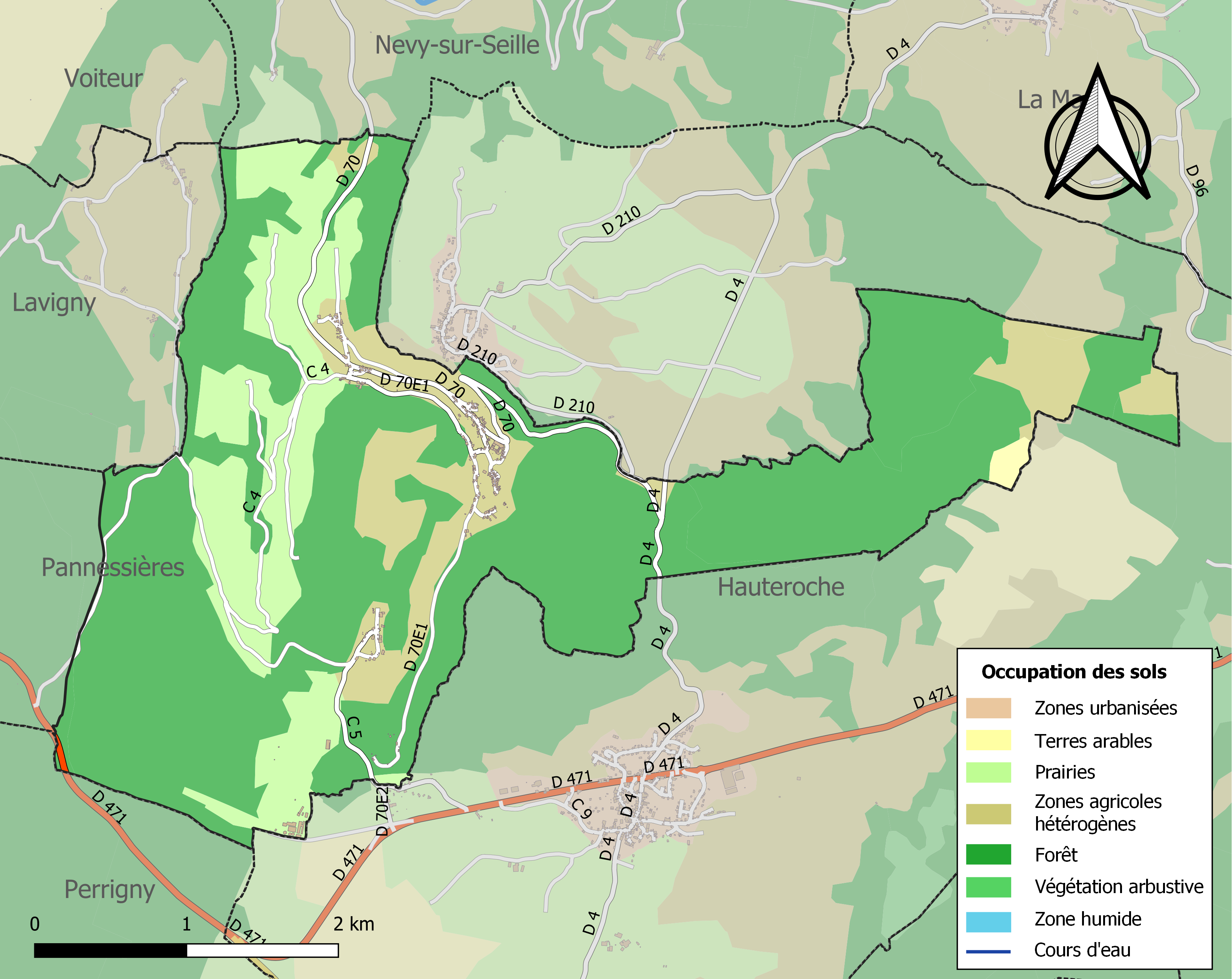
Kaart van de gemeente met de belangrijkste infrastructuur, bodemgebruik en omliggende gemeenten

## Demografie
Onderstaande figuur toont het verloop van het inwonertal (bron: INSEE-tellingen).